# 艾维克海象属
艾维克海象属（学名：Aivukus）是海象科下的一个属。

## 下属物种
本属包括以下物种：
- 赛德罗斯艾维克海象 Aivukus cedrosensis Repenning & Tedford, 1977